# Maya Fettani
Maya Fettani, née le 13 avril 2005, est une joueuse internationale algérienne de handball, jouant au poste d'arrière droite.

## Biographie
Maya Fettani a été sélectionnée par l'équipe nationale d'Algérie pour participer aux championnats du monde junior,
Elle dispute avec l'équipe nationale d'Algérie  le championnat d'Afrique 2024